# Columbia (Kentucky)
Columbia è una città degli Stati Uniti d'America, situata nello Stato del Kentucky e in particolare nella contea di Adair, della quale è il capoluogo.